# Dimidamus
Dimidamus là một chi nhện trong họ Nicodamidae.